# Pedicularis

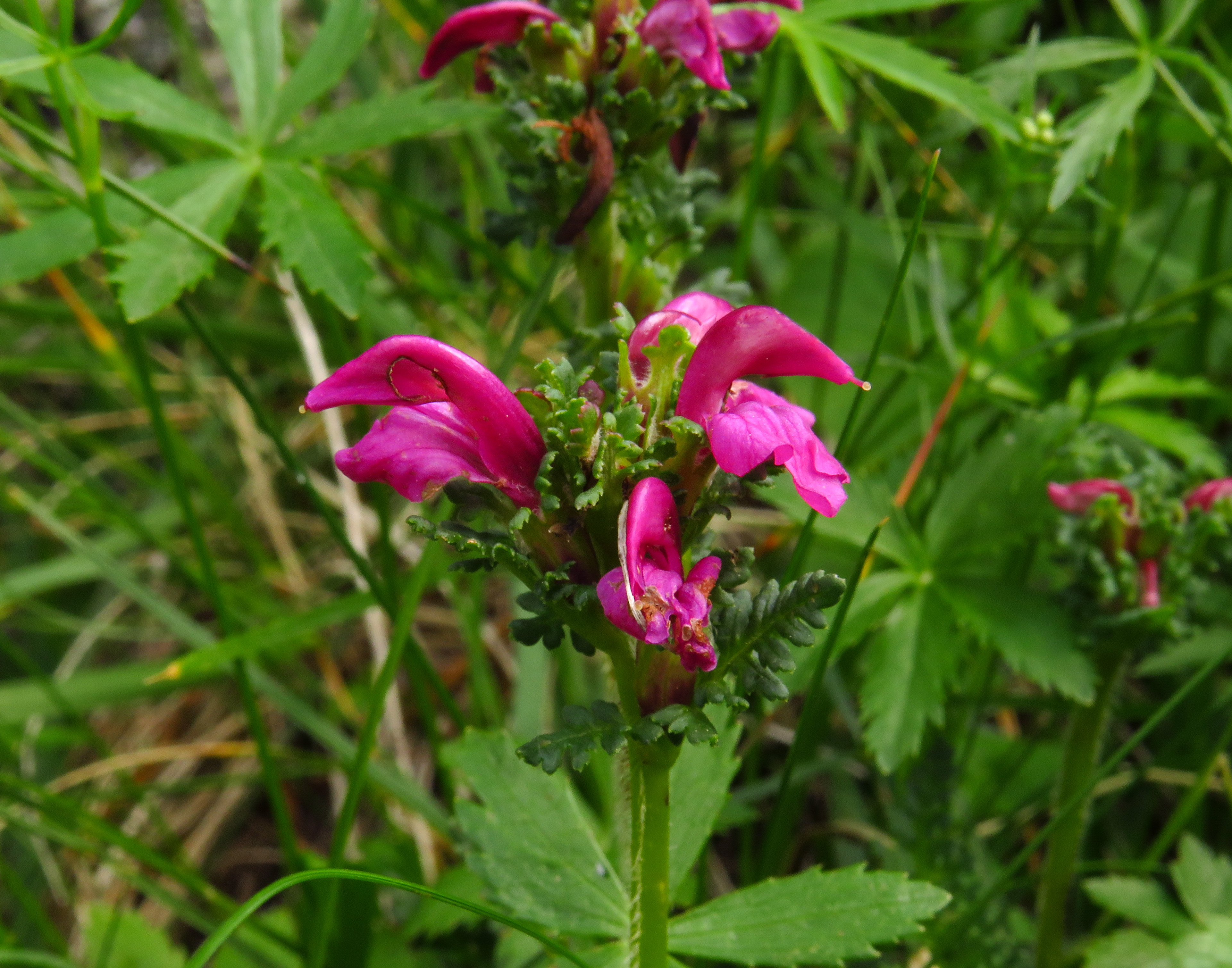
Pedicularis pyrenaica en el Valle de Nuria (Gerona, España).

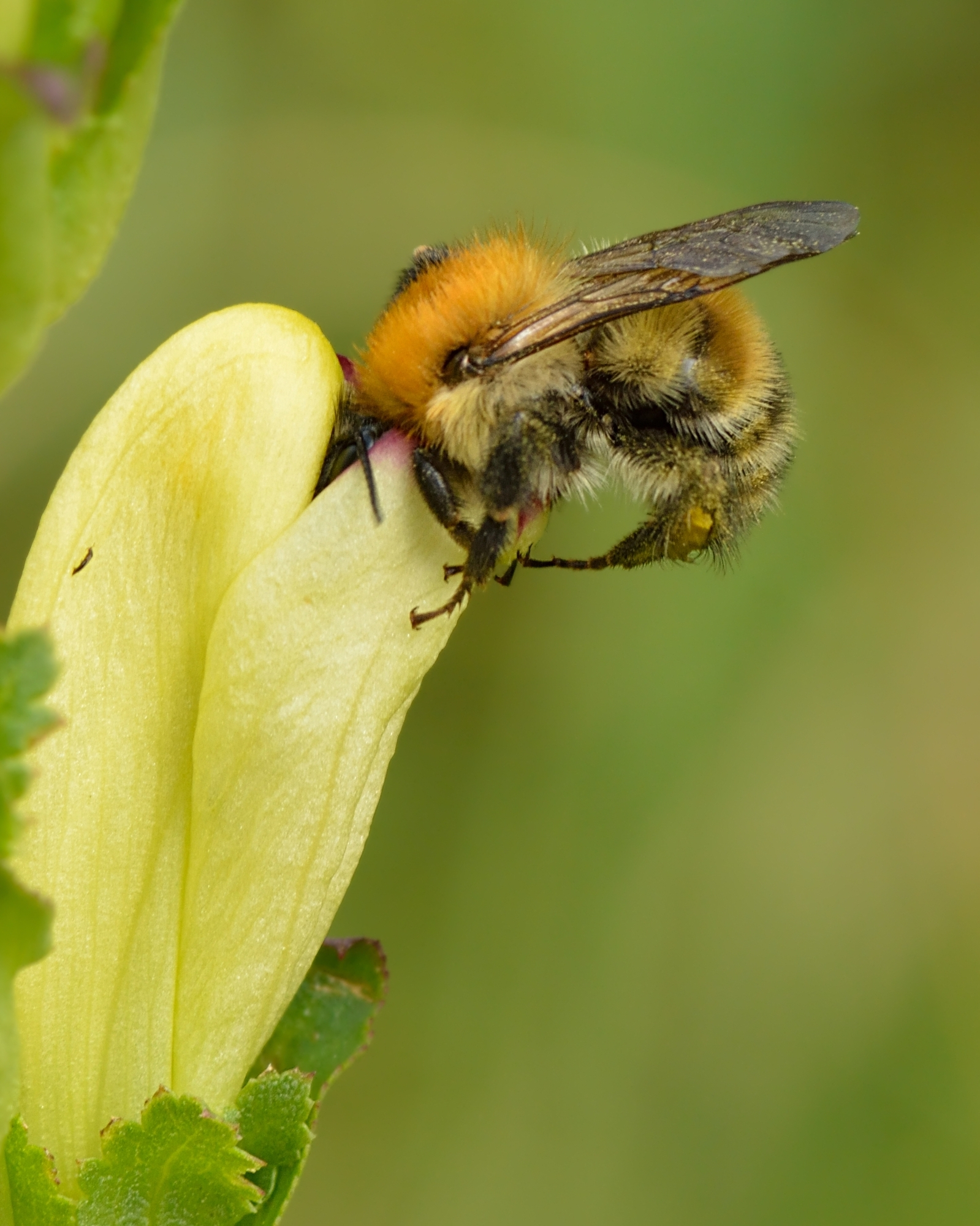
Bombus schrencki polinizando Pedicularis sceptrum-carolinum.

Pedicularis es un género de plantas  pertenecientes a la familia Orobanchaceae. Entre 350 y 600 especies son aceptados por las distintas autoridades. Se distribuye sobre todo por los lugares más húmedos del norte de las zonas templadas, así como de América del Sur. La mayor diversidad se encuentra en el este de Asia, con 352 especies aceptadas en China.  Comprende 1069 especies descritas y de estas, solo 390 aceptadas.

## Taxonomía
El género fue descrito por Carlos Linneo y publicado en Species Plantarum 2: 607–610. 1753. La Especie tipo es: Pedicularis sylvatica L. 
Etimología
Pedicularis: nombre genérico que deriva de la palabra latína pediculus que significa "piojo", en referencia a la antigua creencia inglesa de que cuando el ganado pastaba en estas plantas, quedaban infestados con piojos.

## Especies seleccionadas
- Pedicularis abrotanifolia
- Pedicularis acaulis
- Pedicularis achilleaefolia
- Pedicularis acmodonta
- Pedicularis adamsii
- Pedicularis adscendens
- Pedicularis adunca
- Pedicularis comosa L.
- Pedicularis flammea
- Pedicularis foliosa
- Pedicularis hirsuta
- Pedicularis lapponica
- Pedicularis oederi
- Pedicularis palustris
- Pedicularis pyrenaica
- Pedicularis rostratospicata (Crantz)
- Pedicularis sceptrum-carolinum
- Pedicularis sylvatica